# Aybak (Stadt)

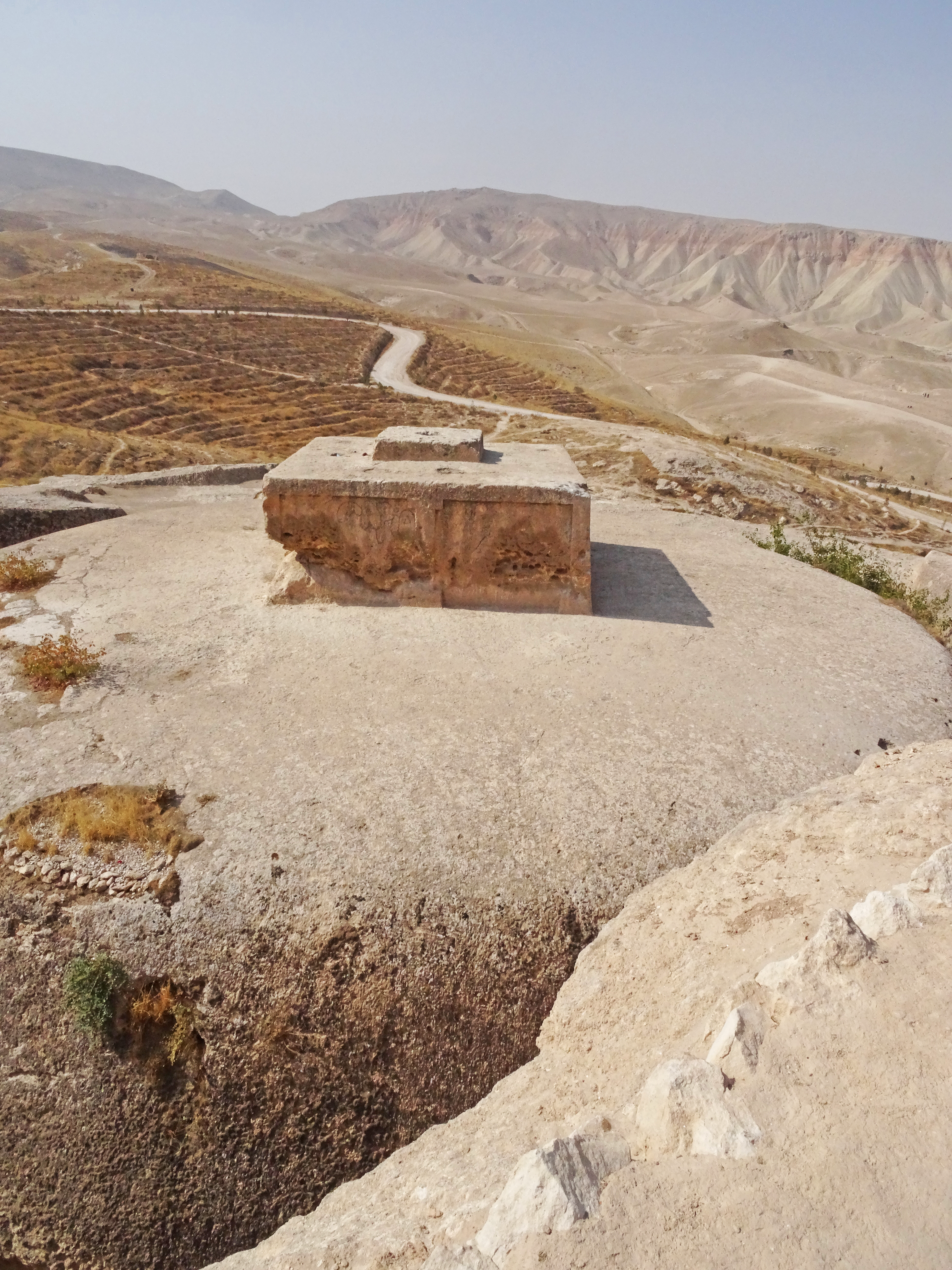
Stupa von Tacht-i Rustam

Aybak oder Aibak (paschtunisch ایبک, persisch ایبک, Usbekisch: „Höhlenbewohner“) ist die Hauptstadt der nordafghanischen Provinz Samangan sowie der Name des umliegenden Bezirks. Die Stadt liegt am Fluss Cholm in 959 Metern Höhe und hat 35.560 Einwohner in der Stadt und 87.610 Einwohner im Bezirk.
Zu den Haupthandelsgütern in Aybak zählen Weizen, Mandeln und Pistazien.

## Geschichte
Ca. 2 km südöstlich von Aybak befindet sich der buddhistische archäologische Fundort Tacht-i Rustam.
Am 14. Juli 2012 sprengte sich in Aybak ein Selbstmordattentäter bei einem Hochzeitsempfang in die Luft, tötete mindestens 23 Menschen und verletzte über 60. Der Brautvater, Feldkommandeur und Parlamentsabgeordnete Ahmad Chan Samangani, der Provinzchef des Geheimdienstes Chan Mohammad und ein Divisionskommandeur der Streitkräfte befanden sich unter den Toten. Die Taliban bestritten durch ihren Sprecher Zabihullah Mudschahid die Verantwortung für den Anschlag.
Nach dem Ende der NATO-Mission Resolute Support wurde die Stadt am 9. August 2021 von den Taliban erobert.